# Fromentières (Marne)
Fromentières település Franciaországban, Marne megyében. Lakosainak száma 379 fő (2022. január 1.). Fromentières La Chapelle-sous-Orbais, Bannay, Baye, Champaubert, Janvilliers és Le Thoult-Trosnay községekkel határos.

## Népesség
A település népességének változása:
| Lakosok száma | 280  | 249  | 222  | 342  | 385  | 380  | 377  | 380  | 376  | 379  |
|               | 1968 | 1982 | 1990 | 2006 | 2013 | 2015 | 2017 | 2019 | 2020 | 2022 |